# Гамбурцев Григорій Олександрович
Григо́рій Олекса́ндрович Га́мбурцев ( нар. 10 (23) березня 1903, Санкт-Петербург — пом. 28 червня 1955, Москва) — радянський сейсмолог, один із піонерів сейсмічної розвідки в СРСР. Директор Геофізичного інституту АН СРСР в 1946—1955 рр. Доктор фізико-математичних наук (1939), професор (1939). Академік АН СРСР (1953). Членом КПРС не був.

## Нагороди
- Орден Леніна (1953)
- Орден Трудового Червоного Прапора (1945)
- Сталінська премія (1941)

## Основні праці
- «Сейсмічні методи розвідки», ч.1 — 1937, ч.2 — 1938
- «Кореляційний метод преломлених хвиль. Керівництво для інженерів—сейсморозвідників», 1952
- «Основи сейсморозвідки», 1959
- Стан і перспективи робіт в галузі прогнозу землетрусів. Матеріали жовтневої сесії Ради по сейсмології АН СРСР у Сталінабаді, 1953. Бюл. Ради по сейсмології, 1955. № 1. С. 7-14.
- Вибрані праці в 3-х томах. Том 2: Основи сейсморозвідки., М.: «Наука», 442 стор. 2003 ISBN 5-02-032685-2, ISBN 5-02-032716-6

## Пам'ять
На честь вченого було названо підлідну гірську систему в Антарктиді.